# Här så ofta under ökenvandrandet
Här så ofta under ökenvandrandet är en psalmtext i den laestadianska psalmboken Sions Sånger. Författare, melodi och tonsättare okända.

## Publicerad i
- Sions Sånger 1951 nr 78.
- Sions Sånger 1981, nr 133 under rubriken "Kristlig vandel".
- Sions Sånger och Psalmer nr 35